# Kinshasa
Kinshasa (výslovnost Kinšasa, ngalsky Kinsásá) je hlavní město Demokratické republiky Kongo a s přibližně 15 miliony obyvatel třetí největší aglomerace Afriky po Lagosu a Káhiře. Leží na břehu řeky Kongo a s městem Brazzaville, hlavním městem sousedního Konga, na druhém břehu tvoří konurbaci čítající přes 18 milionů obyvatel. Jedná se o největší frankofonní město na světě, kde francouzština slouží jako jazyk úřadů, vzdělávání, médií a komerce. Na ulicích slouží jako lingua franca ngalština.

## Název
Dříve se město jmenovalo Léopoldville (podle belgického krále Leopolda II.). Změnu názvu na současný, podle vesnice, která zde měla stát před příchodem belgických kolonizátorů, inicioval v roce 1966 Mobutu Sese Seko.

## Obyvatelstvo
| Rok  | Obyvatelé |
| ---- | --------- |
| 1920 | 1 600     |
| 1936 | 40 300    |
| 1938 | 35 900    |
| 1939 | 42 000    |
| 1947 | 126 100   |

| Rok  | Obyvatelé |
| ---- | --------- |
| 1957 | 299 800   |
| 1959 | 402 500   |
| 1967 | 901 520   |
| 1968 | 1 052 500 |
| 1970 | 1 323 039 |

| Rok  | Obyvatelé |
| ---- | --------- |
| 1974 | 1 990 700 |
| 1976 | 2 443 900 |
| 1984 | 2 665 309 |
| 1991 | 3 804 000 |
| 1994 | 4 655 313 |

| Rok  | Obyvatelé  |
| ---- | ---------- |
| 2003 | 6 786 000  |
| 2005 | 7 500 000  |
| 2012 | 9 464 000  |
| 2014 | 10 125 000 |
| 2015 | 11 575 000 |

| Rok  | Obyvatelé  |
| ---- | ---------- |
| 2016 | 11 855 000 |
| 2020 | 14 565 700 |

## Dějiny
Kinshasa byla založena v roce 1881 Henrym Moltonem Stanleym jako obchodní stanice. Do roku 1898, když byla dostavěna železnice z Matadi k Malebu – rozsáhlé vodní ploše na řece Kongo, neměla větší význam. Situace se právě změnila tím, že díky dráze bylo možné zboží z afrického vnitrozemí překládat z lodí na koleje a obráceně; tím se podařilo obcházet nesplavné Livingstonovy vodopády. 
V roce 1914 byl vybudován ropovod z Matadi a v roce 1921 bylo zavedeno letecké spojení do Stanleyville. V důsledku toho se v roce 1923 stala administrativním hlavním městem Belgického Konga namísto Bomy.
Na rozdíl od mnoha dalších koloniálních hlavních měst není položena na pobřeží, ale 350 km ve vnitrozemí. Byla tedy založena jako říční přístav umožňující plavbu dále do vnitrozemí. V 30. letech minulého století okolo přístavu vyrostla nová předměstí, např. Barumbu nebo Lingvala.
V roce 1940 mělo město pouze 50 000 obyvatel. Koloniální správa původně uplatňovala zákaz trvalého pobytu domorodých obyvatel. Toto pravidlo bylo postupně zrušeno a do města přišla řada žen (ještě v roce 1933 byl poměr počtu žen a mužů ve městě 1:2), které se zasloužily o výrazný nárůst porodnosti. V roce 1960 mělo město již 400 000 obyvatel. V polovině 90. let se počet obyvatel pohyboval kolem 4,5 milionu.
K nárůstu plochy města došlo ihned po osamostatnění země. Následovala však pětiletá občanská válka, která zničila i plánovací kapacity místní samosprávy. Kinshasa tudíž dále rostla bez náležitého plánování. Přes rozlehlost města nedosahuje hustota zalidnění hodnot známých ze západní Afriky.
Klíčovými pro rozvoj Kinshasy bylo období po druhé světové válce, kdy do země přišly vysoké investice, dále pak občanská válka letech 1960 až 1965, kvůli které přišlo do hlavního města mnoho obyvatel z venkova (kteří byli válkou nejvíce postiženi) a konečně Zairianizace prezidenta Mobutua (převedení podniků se zahraničními vlastníky do rukou občanů Zairu), která vedla k zániku mnoha podniků, zejména na venkově. Zároveň se však zvýšily reinvestice zisků v hlavním městě (noví vlastníci podniků pocházeli hlavně z Kinshasy).
Kinshasa byla za Mobutuova režimu značně protežována. Mezi léty 1969 a 1976 bylo 36 % národních investic schválených tzv. Investiční komisí umístěno v Kinshase a jejím okolí (World Trade Centre, Cité de la Voix du Zaïre, mimoúrovňová křižovatka Limete, vodní elektrárny na Kongu, slévárny v Maluku, cementárna, průmyslová zóna Inga) zatímco provincie Shaba jich získala jen 14 %.
Roku 1984 žilo ve městě 2,6 milionu obyvatel, podle oficiálně provedeného sčítání lidu. Od té doby růst obyvatel pokračuje. Podle odhadů OSN se město šíří tempem 8 km2 ročně. Nová obydlí jsou mnohdy nuzná a jedná se o neformální osídlení, resp. o slumy.
Demografickému nárůstu pomohl i příliv uprchlíků, resp. vnitřně vysídlených osob během druhé konžské války.
Díky vodním elektrárnám na řece Kongu (Inga I a Inga II) má Kinshasa dostatečné dodávky elektřiny.

## Současnost

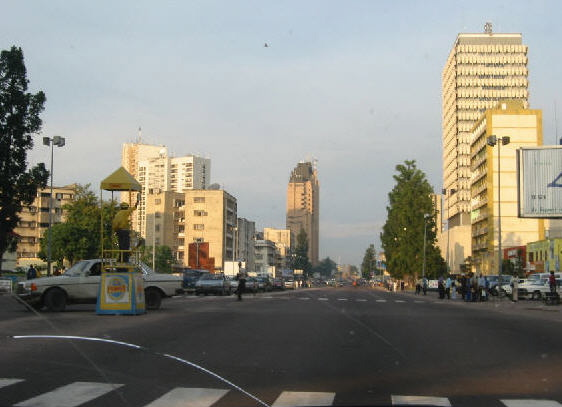
Pohled na střed města

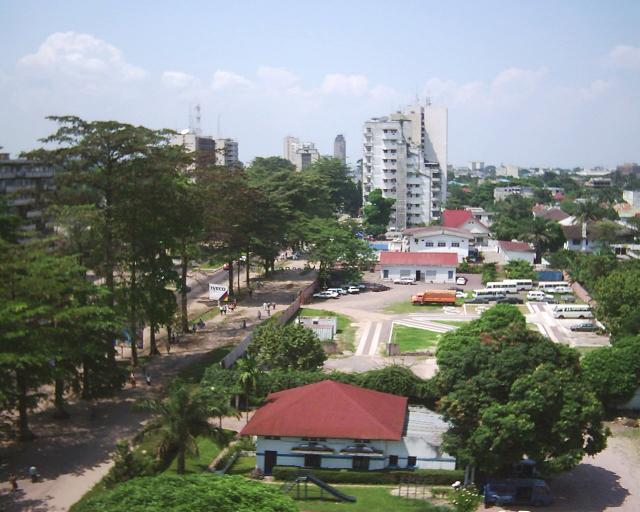
Lokalita La Gombe v roce 2003.

Velkou potíží města i celého státu je rozvrácená státní správa. To se promítá například na trhu s pozemky v hlavním městě. Ten je mimořádně nepřehledný – důležitou roli v něm již od osamostatnění země hrají oblastní náčelníci. Zaměstnanci katastrálních úřadů často zcizili katastrální mapy a nabízejí služby zprostředkování všem, kteří chtějí koupit pozemek nebo zamezit jeho odebrání někým jiným.
Kinshasa je jedním z příkladů dopadů městského způsobu života na šíření AIDS. Čtvrť Matonge, kde je soustředěna místní prostituce, prosperovala i v obdobích hospodářského poklesu. Existenci AIDS navíc sami místní občané dlouho popírali. Z francouzské zkratky AIDS – SIDA si ironicky vytvořili sousloví Syndrome Imaginaire pour Décourager les Amoureux („Smyšlený syndrom k zastrašení milenců“)

## Kultura
Ve městě stojí botanická zahrada (francouzsky Jardin Botanique de Kinshasa). Nedaleko od ní se nachází i zahrada zoologická.

## Doprava
Významné je mezinárodní letiště N'Djili, říční přístav a železniční spojení do Matadi. To má význam především pro nákladní dopravu z důvodu nemožnosti vnitrozemské plavby po řece Kongo kvůli Livingstonovým vodopádům.
Město má nedostatečný systém veřejné dopravy. V 3. dekádě 21. století byl iniciován systém autobusových linek (Transco), jinak dopravu zajišťují většinou minibusy a vozy taxislužby. Časté jsou dopravní zácpy a dopravní nehody. Hlavní osou města je západo-východní třída 30. června (francouzsky Boulevard du 30 Juin), která má podobu osmiproudé magistrály obklopené výškovými budovami.

## Životní prostředí
Rozšířené je znečištění ovzduší. Způsobuje ji často vypalování lesů v okolí a topení nekvalitními palivy.
Časté bývají rovněž i přívalové povodně, které ničí hustě postavené domy v blízkosti vodních toků.

## Sport
Hlavní stadion města nese název Stade des Martyrs a menší v jeho blízkosti potom Stade Tata Raphaël.

## Partnerská města
- Ankara, Turecko (2005)
- Brazzaville, Konžská republika
- Johannesburg, Jihoafrická republika